# Тильманова
Тильманова (пол. Tylmanowa) — село в Польщі, у гміні Охотниця-Дольна Новотарзького повіту Малопольського воєводства.
Населення — 2929 осіб (2011).
У 1975—1998 роках село належало до Новосондецького воєводства.

## Географія
У селі річка Охотниця впадає у річку Дунаєць.

## Демографія
Демографічна структура станом на 31 березня 2011 року:
|          | Загалом | Допрацездатний вік | Працездатний вік | Постпрацездатний вік |
| -------- | ------- | ------------------ | ---------------- | -------------------- |
| Чоловіки | 1439    | 369                | 932              | 138                  |
| Жінки    | 1490    | 382                | 847              | 261                  |
| Разом    | 2929    | 751                | 1779             | 399                  |